# Pseudonchus deconincki
Pseudonchus deconincki är en rundmaskart som beskrevs av Suzanne I. Warwick 1969. Pseudonchus deconincki ingår i släktet Pseudonchus och familjen Choniolaimidae. Inga underarter finns listade i Catalogue of Life.